# Ophioplinthus banzarei
Ophioplinthus banzarei är en ormstjärneart som först beskrevs av Madsen 1967.  Ophioplinthus banzarei ingår i släktet Ophioplinthus och familjen fransormstjärnor. Inga underarter finns listade i Catalogue of Life.